# Maurice Nelles
Pour les articles homonymes, voir Nelles.
Maurice Nelles, né le 19 octobre 1906 à Madison (Dakota du Sud) et mort le 30 août 1998 à La Jolla, est un ingénieur, dirigeant d'entreprise et professeur américain.

## Biographie
Nelles est née à Madison dans le Dakota du Sud. Il obtient un baccalauréat en 1927 et une maîtrise en 1928, tous deux de l'Université du Dakota du Sud puis un doctorat de l'Université Harvard en 1934,. À Harvard, il reçoit la bourse Charles A. Coffin et les bourses George H. Emerson et Harvard.
Pendant la Seconde Guerre mondiale, il travaille chez Lockheed Corporation et au War Production Board. À Lockheed, Nelles et ses collègues Morlan A. Visel et Ernest L. Black proposent une « Fondation de recherche du Pacifique » qui est finalement devenue la SRI International.
Après Lockheed, Nelles devient professeur d'ingénierie aéronautique à l'Université de Californie du Sud, où il conçoit le navire-laboratoire Velero IV. En 1949, il supervise la plongée record d'Otis Barton à 4 500 pieds de profondeur au large de l'île de Santa Cruz dans un benthoscope qu'il a conçu,. Il enseigne également à l'Université d'État de Pennsylvanie et à l'Université de Virginie.
Il a été directeur de recherche pour BorgWarner, Technicolor, Crane et Westinghouse Electric Corporation. Il est plus tard consultant auprès de l' Académie nationale des sciences.
Il meurt le 30 août 1998 à La Jolla, en Californie.